# Senna multijuga
Senna multijuga är en ärtväxtart som först beskrevs av Louis Claude Marie Richard, och fick sitt nu gällande namn av Howard Samuel Irwin och Rupert Charles Barneby. Senna multijuga ingår i släktet sennor, och familjen ärtväxter.

## Underarter
Arten delas in i följande underarter:
- S. m. doylei
- S. m. lindleyana
- S. m. multijuga